# Georg Rosenthal (Pädagoge)

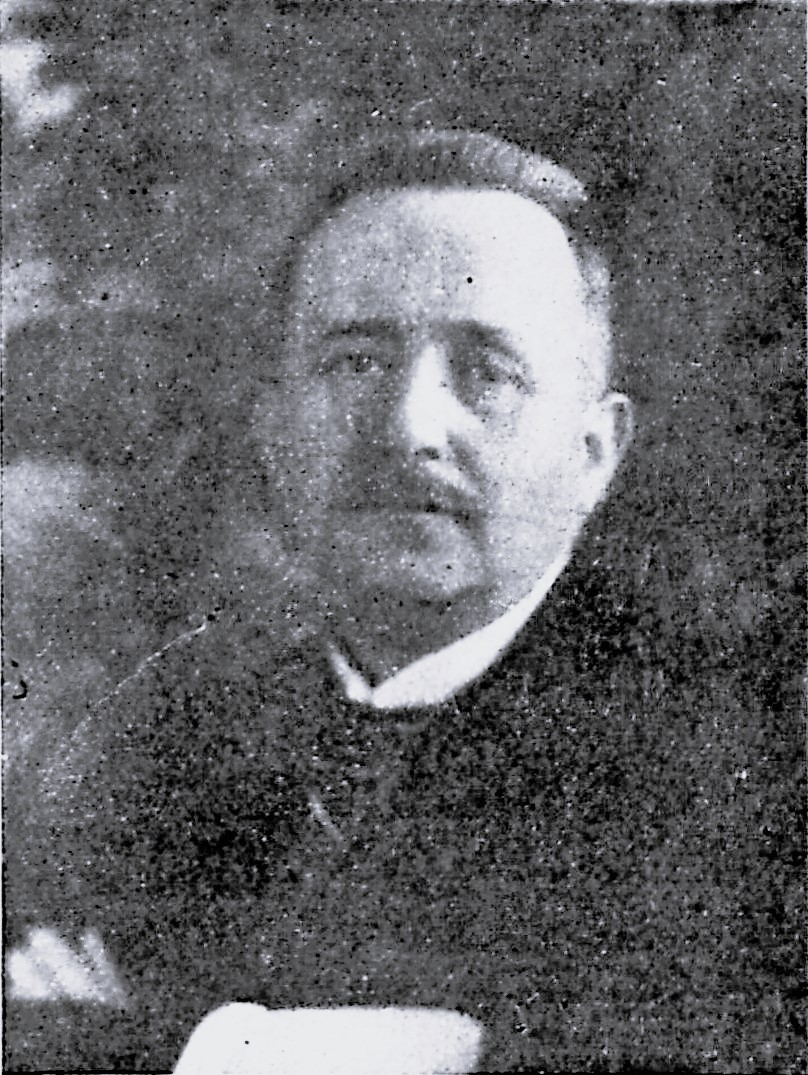
Georg Rosenthal

Georg Wilhelm Otto Rosenthal (* 23. Januar 1874 in Berlin; † 16. März 1934 in Lübeck) war ein deutscher Klassischer Philologe und Pädagoge.

## Leben

### Laufbahn
Georg Rosenthal, Sohn eines Kaufmanns, besuchte das Askanische Gymnasium in Berlin und erhielt 1893 das Zeugnis der Reife. An der Berliner Universität studierte er Klassische Philologie und Germanistik. Im März 1897 wurde er mit einer Dissertation „De sententiis Horatianis“ zum Dr. phil. promoviert. Im Juni 1898 bestand er das Staatsexamen.
Seiner Dienstpflicht als Einjährig-Freiwilliger genügte Rosenthal vom 1. Oktober 1898 bis zum 30. September 1899 in Berlin. Nach seinem Militärdienst leistete er sein Seminarjahr am Königliches Wilhelms-Gymnasium im Schuljahr 1899/1900 ab. Das daran anschließende Probejahr unterrichte er  m Königlichen Friedrich-Wilhelms-Gymnasium.
Seit dem 1. Oktober 1901 lehrte Rosenthal am Luisengymnasium in Moabit und ab dem 1. April 1902 auch am humanistischen Bismarck-Gymnasium in Wilmersdorf. Zu Weihnachten 1912 wurde er zum Professor ernannt. 
Am 1. April 1914 übernahm Rosenthal, vom Magistrat in Fürstenwalde zum Gymnasialdirektor gewählt, die Leitung des dortigen Gymnasiums. Dort verfasste er Abhandlungen wie: „Über kunstgeschichtliche Übungen innerhalb des wissenschaftlichen Unterrichts“ nebst den Exkurs: „ut pictura poesis“, „Seneca als Schullektüre“, „Lessing und die niederländische Malerei“, „Der Schönheitsbegriff bei Kant und Lessing“ sowie „Tacitus Germania, auch eine deutsche Rede in schwerer Zeit“. Als Buch erschien von ihm: „Lateinische Schulgrammatik zur raschen Einführung für reife Schüler.“
Christian Reuter, Direktor des Humanistischen Gymnasiums in Lübeck, meldete sich als Reserveoffizier beim Ausbruch des Krieges freiwillig bei seinem Regiment zum Fronteinsatz. Bereits zu Beginn des Jahres 1915 wurde er so schwer verwundet, dass er kurze Zeit danach verstarb. Im Mai 1918 besetzte der Lübecker Senat die seit Jahren vakante Stelle des Direktors am Katharineum mit Rosenthal zum 1. Oktober des Jahres wieder neu.
Durch seine Reden und seine Veröffentlichungen wurde der deutschnational eingestellte Rosenthal in Lübeck bald weit über die Schulöffentlichkeit hinaus bekannt. Er veröffentlichte Artikel wie Der Dom zu Ratzeburg. in den Vaterstädtischen Blättern.
Das politische Klima änderte sich in der Stadt. Ernst Wittern, ein Mitglied der Lübecker Bürgerschaft, war erst Angehöriger der Deutschnationalen dann der Deutschvölkischen Partei. Er diffamierte Rosenthal mittels einer antisemitischen Schmähschrift und öffentlichen Reden in der Lübecker Bürgerschaft. und langwieriger Auseinandersetzungen im Kollegium. Gegen Wittern obsiegte Rosenthal in zwei Instanzen vor Gericht.
Von besonderer Bedeutung für die Schule waren die von Rosenthal initiierten Schulfahrten der Primaner, unter anderem nach Prag und Tirol. Zu seinen Schülern zählten Hans Blumenberg und Theodor Eschenburg. 1931 lud er Thomas Mann ein, eine Rede zum 400. Schuljubiläum zu halten.
Rosenthal, der sich als deutschnational, aber auch und vor allem als Reformpädagoge im Sinne des Bundes Entschiedener Schulreformer verstand, wurde nach Ostern 1933 zunächst beurlaubt und dann am 1. Juli 1933 aufgrund des Gesetzes zur Wiederherstellung des Berufsbeamtentums entlassen. Er starb als gebrochener Mann, offiziell an Herzversagen; es gibt jedoch auch Hinweise auf einen Suizid.

### Familie
Rosenthal hatte sich 1900 mit Auguste, geborene Bauch, verheiratet.
Seine 1904 geborene Tochter, Annedore, sollte von ihm Privatunterricht erhalten und später ein sogenanntes „Externes Abitur“ ablegen. 
In Berlin sollte die Publizistin Annedore später dem ihr schon aus Lübeck bekannten Politiker Julius Leber begegnen und ihn am 21. November 1927, gegen den Willen ihrer Eltern, heiraten.

## Werke
- Lateinische Schulgrammatik. Teubner, Leipzig, Berlin 1904.
- Der Wert der humanistischen Bildung für unsere Zeit. Lübeck 1919.
- Geist und Form der Schülerselbstverwaltung. Lübeck 1919.
- Aus der Geschichte des deutschen Geistes. Sechs Reden, gehalten in Lübeck zu Anfang des Jahres 1919. Lübeck 1919.
- Lübecker Gotik. Borchers, Lübeck 1921. (Streifzüge durch Lübecks altdeutsche Kunst 1.)
- Lebendiges Latein. Neue Wege im Lateinunterricht. Oldenburg, Leipzig 1924. (=Entschiedene Schulreform Heft 37)
- Hellas und Rom und ihre Wiedergeburt aus deutschem Geiste. Neue Ziele und Wege der humanistischen Bildung für unsere Zeit. Weidmann, Berlin 1925.
- Wie lerne ich lateinische Texte in gutes Deutsch übertragen? Diesterweg, Frankfurt am Main 1925.
- Erdgebunde Schule. Schmidt-Römhild, Lübeck 1931.
- Volksgymnasium: Verlebendigung der Schule und neue Entwicklungsmöglichkeiten; Sendschreiben an alle höheren Schulen in Deutschland. Schmidt-Römhild, Lübeck 1931.

## Verweise